# Наставце
Наставце или Наставци (на сръбски: Наставце или Nastavce) е село в Югоизточна Сърбия, Пчински окръг, Град Враня, община Враня.

## География
Селото се намира в планински район, при сливането на реките Барбарушинска и Вишевска, образуващи Требешинската река. По своя план е пръснат тип селище. Отстои на 12,5 км югоизточно от общинския и окръжен център Враня, на югозапад от село Барбарушинце, на 4 км северозападно от село Сурдул и на 1,5 км югоизточно от село Горно Требешине.

## История
Първоначално Наставце е купно село, но впоследствие жителите му се установяват в имотите си извън него.
Към 1903 г. селото е съставено от две махали – Горна и Долна и има 25 къщи.
По време на Първата световна война селото е във военновременните граници на Царство България, като административно е част от Вранска околия на Врански окръг.

## Население
Според преброяването на населението от 2011 г. селото има 34 жители.

### Етнически състав
Данните за етническия състав на населението са от преброяването през 2002 г.
- сърби – 52 жители (100%)